# Голядкіна Марина Сергіївна
Марина Сергіївна Голядкіна (13 червня 1997 , Донецьк ) — російська спортсменка, яка виступає в синхронному плаванні, 5-разова чемпіонка світу, чемпіонка Олімпійських ігор 2020 в Токіо у групі, Заслужений майстер спорту Росії.

## Спортивна кар'єра
Народилася 1997 року в Донецьку.
До 2015 року виступала за збірну команду України — бронзовий призер чемпіонату світу (2013), а також за іноземні спортивні клуби за кордоном: чемпіонка Угорщини (2015), чемпіонка та бронзова призерка чемпіонату Бразилії (2013, 2012), срібний призер чемпіонату Франції (2012) .
У 2015 році отримала російське громадянство. Виступає за фізкультурно-спортивне об'єднання «Юність Москви»: чемпіонка Росії (2015, 2017), срібна призерка чемпіонату Росії (2015). У збірній команді Росії з 2015 року: чемпіонка світу (2017, 2019), чемпіонка Європи (2016, 2018) .
Живе в Москві. В даний час одночасно із заняттями спортом навчається в Московській державній академії фізичної культури .

## Нагороди та звання
- Майстер спорту України міжнародного класу[4]
- Майстер спорту Росії міжнародного класу (2016)[5]
- Заслужений майстер спорту Росії (2019)